# 神尾和寿
神尾 和寿（かみお かずとし、1958年 - ）は、日本の哲学者、詩人。専門はウィトゲンシュタイン、ハイデガー。

## 経歴
1958年、埼玉県北部生まれ。1983年京都大学文学部卒業。京都大学大学院文学研究科（哲学科・宗教学専攻）後期博士課程単位取得退学。
新居浜工業高等専門学校助教授、流通科学大学サービス産業学部教授を歴任。流通科学大学で今も非常勤講師として教鞭を執る。
NHK文化センター梅田教室「詩の楽しみ─創作と鑑賞」講師。
参加詩誌として、「卍」、「スフィンクス考」、「ノッポとチビ」、「ガルシア」など。現在、「ガーネット」（編集・発行・高階杞一）に参加中。

## 著書
- 詩集
  - 『アオキ』編集工房ノア 2016
  - 『神尾和寿詩集』（現代詩人文庫・砂子屋書房）2011
  - 『地上のメニュー』砂子屋書房 2010
  - 『七福神通り』思潮社 2003
  - 『モンローな夜』思潮社 1997　
  - 『水銀109』白地社 1990
  - 『神聖である』文童社 1984

- 論文
  - ハイデッガーにおける「四方界(Geviert)」の思想の可能性と限界を巡って 宗教哲学研究 北樹出版 (18) 18 - 32 2001年

（On≪Geviert≫by M. Heidegger Studies in the philosophy of religion (18) 18 - 32 2001年）
- ハイデッガーにおける「最後の神 (det letzte Gott)」の問題 新居浜工業高等専門学校紀要 36 161 - 169 2000年

（On≪det letzte Gott≫by M.Heidegger MEMORIS of NIIHAMA NATIONAL COLLEGE OF TECHNOLOGY 36 161 - 169 2000年）
- ハイデッガーにおける「性起 (Ereignis)」の問題 新居浜工業高等専門学校紀要 34 140 - 148 1998年

## 書籍等出版物
- 「詩と宗教」（『宗教の根源性と現代』晃洋書房）2001
- ハイデッガー全集第50巻ニーチェの形而上学/哲学入門 創文社 2000
- 「思索的な詩作を詩作的に思索すること ヘルダーリン解釈」（『ハイデッガー読本』所収）